# Kristina Wingård Vareille
Marianne Kristina Karolina Wingård Vareille, född 16 september 1945 i Sundsvall, död 14 mars 1991 i Uppsala, var en svensk litteraturvetare.
Wingård Vareille, som var dotter till ingenjör David Swendsén och intendent Marianne Andersson, blev filosofie magister i Uppsala 1967 och filosofie doktor 1978. Hon blev maîtrise ès lettres i Aix-en-Provence 1970, var assistent på romanska institutionen vid Uppsala universitet 1970–1978, forskarassistent/forskningsassistent vid Humanistisk-samhällsvetenskapliga forskningsrådet 1978–1983, tillförordnad professor i fransk litteratur vid Uppsala universitet 1983–1986 och professor i fransk litteratur där från 1986. Hon författade skrifter inom områdena 1800-talets franska litteratur (böcker om Honoré de Balzac och George Sand) och franska kvinnliga romanförfattare från 1800-talet.